# Ceroplastes sinensis
Il ceroplaste cinese o cocciniglia elmetto degli agrumi (Ceroplastes sinensis Del Guercio, 1900) è un insetto fitomizo dell'ordine dei Rhynchota Homoptera Sternorrhyncha (superfamiglia Coccoidea, famiglia Coccidae).
È una specie polifaga che ha come ospite gli agrumi (arancio, mandarino, limone) e varie piante spontanee ed ornamentali.

## Descrizione
Il Ceroplastes sinensis è diffuso nell'America del Sud, in Australia, nei paesi del bacino mediterraneo, nella Francia meridionale. Da noi risulta presente oltre che in Liguria dove la specie è stata rinvenuta per la prima volta tra il 1890 e il 1900, nelle regioni centrali e  meridionali in Sicilia e in Sardegna.
La femmina adulta ha il corpo ricoperto di sette piastre cerose, spesse e grigiastre con sfumature rosee, di cui sei marginali e una dorsale. La piastra posteriore presenta due depressioni ombelicali, mentre tutte le altre presentano una sola depressione centrale. Da queste, tranne la depressione anale, fuoriesce un grumo di cera bianca. Il maschio, munito di un solo paio di ali, ha un rivestimento formato da 13 raggi cerosi, conici, bianchi.

## Ciclo biologico
La specie compie una sola generazione all'anno.
Sverna come femmina adulta immatura o come neanide di terza età sui rami. 
La deposizione delle uova inizia  a partire dalla seconda decade di giugno (Sicilia) e si protrae poi per tutto luglio e agosto. Ogni femmina depone in media 2.000 uova, di colore rosato, accumulate sotto il proprio corpo. Le neanidi, dopo un periodo di mobilità si fissano sulla pagina superiore delle foglie, lungo la nervatura mediana per poi passare in quella inferiore e trasferirsi sui rametti all'approssimarsi dell'autunno. A metà dell'autunno si hanno femmine immature che svernano in tale.

## Danni
I danni consistono nella sottrazione di linfa e nell'emissione di melata con conseguente sviluppo di fumaggine che, stratificandosi, forma masse crostose.

## Antagonisti
Questo coccide è limitato da molti nemici naturali quali: 
- Predatori: Chilocorus bipustulatus ed Exocomus quadripustulatus (Coleoptera: Coccinellidae); Eublemma scitula (Lepidoptera: Noctuidae);
- Parassitoidi: Tetrastichus ceroplastophilus (Imenotteri Calcidoidei Eulofide);Coccophagus sp. (Imenotteri Calcidoidei Afelinidi) Scutellista cyanea (Hymenoptera: Encyrtidae) predatore oofago ma anche parassitoide ectofago di giovani femmine.

## Difesa
La lotta chimica deve essere effettuata in piena estate cioè nel periodo di massima schiusura delle neanidi con olio bianco eventualmente attivato con fosforganici.